# Guido Görres
Guido Görres, född den 28 maj 1805 i Koblenz, död den 14 juli 1852 i München, var en tysk författare, son till Joseph Görres.
Görres uppsatte och redigerade tidskriften "Historisch-politische Blätter" (1838 ff.) i sin fars anda, skrev dikter och historiska arbeten.